# WTA New York Open
New York Open – kobiecy turniej tenisowy organizowany z przerwami w latach 1968–2008 w Nowym Jorku w Stanach Zjednoczonych, zaliczany do cyklu WTA. W 1974 roku nie rozegrano turnieju, choć miasto było gospodarzem rozgrywek w ramach US Indoor Championschips. Ostatnio, w latach 2004–2008, w dzielnicy Forest Hills.
Od 1996 roku w okręgu Bronx rozgrywany jest turniej Bronx Open – pierwotnie zaliczany do cyklu ITF Women's Circuit, a od 2019 roku – do kategorii WTA International Series.

## Historia nazw turnieju
| Rok             | Nazwa                              |
| --------------- | ---------------------------------- |
| 1968            | Madison Square Garden Pros         |
| 1969            | Piping Rock Invitation             |
| 1970            | Ladies World Invitational          |
| 1971 (marzec)   | Virginia Slims of New York         |
| 1971 (grudzień) | Clean Air Classic                  |
| 1973            | Lady Gotham Tournament             |
| 1975            | Medi Quik Classic                  |
| 1976            | WTA Westchester Invitational       |
| 1985            | Virginia Slims of Central New York |
| 1991            | Westchester Ladies Cup             |
| 2004–2008       | Forest Hills Tennis Classic        |

## Mecze finałowe

### Gra pojedyncza kobiet
| Rok             | Zwyciężczyni               | Finalistka                 | Wynik                      |
| od 2009         | Turniej nie był rozgrywany | Turniej nie był rozgrywany | Turniej nie był rozgrywany |
| 2008            | Lucie Šafářová             | Peng Shuai                 | 6:4, 6:2                   |
| 2007            | Gisela Dulko               | Virginie Razzano           | 6:2, 6:2                   |
| 2006            | Meghann Shaughnessy        | Anna Smasznowa             | 1:6, 6:0, 6:4              |
| 2005            | Lucie Šafářová             | Sania Mirza                | 3:6, 7:5, 6:4              |
| 2004            | Jelena Lichowcewa          | Iveta Benešová             | 6:2, 6:2                   |
| 1992- 2003      | Turniej nie był rozgrywany | Turniej nie był rozgrywany | Turniej nie był rozgrywany |
| 1991            | Isabelle Demongeot         | Lori McNeil                | 6:4, 6:4                   |
| 1986- 1990      | Turniej nie był rozgrywany | Turniej nie był rozgrywany | Turniej nie był rozgrywany |
| 1985            | Barbara Potter             | Helen Kelesi               | 4:6, 6:3, 6:2              |
| 1977- 1984      | Turniej nie był rozgrywany | Turniej nie był rozgrywany | Turniej nie był rozgrywany |
| 1976            | Beth Norton                | Ruta Gerulaitis            | 1:6, 7:5, 6:3              |
| 1975            | Chris Evert                | Virginia Wade              | 6:0, 6:1                   |
| 1974            | Turniej nie był rozgrywany | Turniej nie był rozgrywany | Turniej nie był rozgrywany |
| 1973            | Chris Evert                | Katja Ebbinghaus           | 6:0, 6:4                   |
| 1972            | Turniej nie był rozgrywany | Turniej nie był rozgrywany | Turniej nie był rozgrywany |
| 1971 (grudzień) | Virginia Wade              | Rosie Casals               | 6:3, 6:3                   |
| 1971 (marzec)   | Rosie Casals               | Billie Jean King           | 6:4, 6:4                   |
| 1970            | Margaret Court             | Virginia Wade              | 6:3, 6:3                   |
| 1969            | Margaret Court             | Betty-Ann Grubb            | 6:1, 6:3                   |
| 1968            | Ann Haydon-Jones           | Billie Jean King           | 6:4, 6:4                   |

### Gra podwójna kobiet
| Rok        | Zwyciężczynie                      | Finalistki                         | Wynik                              |
| od 2009    | Turniej nie był rozgrywany         | Turniej nie był rozgrywany         | Turniej nie był rozgrywany         |
| 2004- 2008 | Turniej deblowy nie był rozgrywany | Turniej deblowy nie był rozgrywany | Turniej deblowy nie był rozgrywany |
| 1992- 2003 | Turniej nie był rozgrywany         | Turniej nie był rozgrywany         | Turniej nie był rozgrywany         |
| 1991       | Rosalyn Fairbank Lise Gregory      | Katrina Adams Lori McNeil          | 7:5, 6:4                           |
| 1986- 1990 | Turniej nie był rozgrywany         | Turniej nie był rozgrywany         | Turniej nie był rozgrywany         |
| 1985       | Mercedes Paz Gabriela Sabatini     | Andrea Holíková Kateřina Skronská  | 5:7, 6:4, 6:3                      |
| 1977- 1984 | Turniej nie był rozgrywany         | Turniej nie był rozgrywany         | Turniej nie był rozgrywany         |
| 1976       | Patricia Bostrom Janice Metcalf    | Laura DuPont Valerie Ziegenfuss    | 6:2, 6:3                           |
| 1975       | Chris Evert Martina Navrátilová    | Margaret Court Virginia Wade       | 7:5, 6:7, 6:4                      |
| 1974       | Turniej nie był rozgrywany         | Turniej nie był rozgrywany         | Turniej nie był rozgrywany         |
| 1970- 1973 | Turniej deblowy nie był rozgrywany | Turniej deblowy nie był rozgrywany | Turniej deblowy nie był rozgrywany |
| 1969       | Margaret Court Kerry Harris        | Patti Hogan Peggy Michel           | 8:6, 6:4                           |
| 1968       | Turniej deblowy nie był rozgrywany | Turniej deblowy nie był rozgrywany | Turniej deblowy nie był rozgrywany |